# Чемпіонат світу з футболу 1990 (кваліфікаційний раунд, плей-оф КОНМЕБОЛ — ОФК)
Формат відбору на чемпіонат світу з футболу 1990 передбачав, що 
переможець відбіркового турніру зони ОФК і команда, що виграла свою відбіркову групу у відбору у зоні КОНМЕБОЛ з найгіршим результатом, визначали між собою одного учасника фінального турніру світової першості. Учасниками цього плей-оф стали відповідно збірна Ізраїлю, що з політичних причин змагалася в океанській зоні відбору, та збірна Колумбії.
Плей-оф відбувався у форматі двох матчів, які проходили 15 і 30 жовтня 1989 року відповідно у Барранкільї та Рамат-Гані. За сумою двох матчів із рахунком 1:0 перемогла південноамериканська команда.

## Шлях до плей-оф
| Команда  | І | В | Н | П | Г+ | Г- | РГ | О |
| -------- | - | - | - | - | -- | -- | -- | - |
| Колумбія | 4 | 2 | 1 | 1 | 5  | 3  | +2 | 5 |
| Парагвай | 4 | 2 | 0 | 2 | 6  | 7  | −1 | 4 |
| Еквадор  | 4 | 1 | 1 | 2 | 4  | 5  | −1 | 3 |

| Команда       | І | В | Н | П | Г+ | Г- | РГ | О |
| ------------- | - | - | - | - | -- | -- | -- | - |
| Ізраїль       | 4 | 1 | 3 | 0 | 5  | 4  | +1 | 5 |
| Австралія     | 4 | 1 | 2 | 1 | 6  | 5  | +1 | 4 |
| Нова Зеландія | 4 | 1 | 1 | 2 | 5  | 7  | −2 | 3 |

## Перебіг матчів

### Перша гра
| 15 жовтня 1989 15:30 UTC–5 Перша гра |

| Колумбія     | 1–0      | Ізраїль |
| ------------ | -------- | ------- |
| Усуріага 73' | Протокол |         |

| Стадіон імені Роберто Мелендеса Глядачів: 65,000 Арбітр: Мішель Вотро (Франція) |

| Колумбія | Ізраїль |

| ВР                 | 1  | Рене Ігіта          |  |     |
| ЗХ                 | 4  | Вільсон Перес       |  |     |
| ЗХ                 | 15 | Луїс Карлос Переа   |  |     |
| ЗХ                 | 2  | Андрес Ескобар      |  |     |
| ЗХ                 | 5  | Леон Фернандо Вілья |  |     |
| ПЗ                 | 10 | Бернардо Редін      |  | 46' |
| ПЗ                 | 14 | Леонель Альварес    |  |     |
| ПЗ                 | 12 | Карлос Вальдеррама  |  |     |
| НП                 | 17 | Луїс Фахардо        |  |     |
| НП                 | 16 | Арнольдо Ігуаран    |  |     |
| НП                 | 11 | Рубен Ернандес      |  |     |
| Заміни:            |    |                     |  |     |
| НП                 | 7  | Альбейро Усуріага   |  | 46' |
| Головний тренер:   |    |                     |  |     |
| Франсіско Матурана |    |                     |  |     |

| ВР               | 1  | Боні Гінзбург   |  |     |
| ЗХ               | 2  | Аві Коен II     |  |     |
| ЗХ               | 3  | Ніссім Барда    |  |     |
| ЗХ               | 4  | Нір Алон        |  |     |
| ЗХ               | 5  | Єгуда Амар      |  |     |
| ПЗ               | 6  | Ефраїм Давіді   |  |     |
| ПЗ               | 7  | Нір Клінгер     |  |     |
| ПЗ               | 8  | Моше Сінай      |  |     |
| ПЗ               | 9  | Шалом Тіква     |  | 62' |
| НП               | 10 | Елі Охана       |  | 77' |
| НП               | 11 | Ронні Розенталь |  |     |
| Заміни:          |    |                 |  |     |
| НП               | 14 | Давід Пізанті   |  | 62' |
| НП               | 15 | Нір Левін       |  | 77' |
| Головний тренер: |    |                 |  |     |
| Іцхак Шнеор      |    |                 |  |     |

### Друга гра
| 30 жовтня 1989 19:00 UTC+2 Друга гра |

| Ізраїль | 0–0 | Колумбія |
| ------- | --- | -------- |
|         |     |          |

| стадіон Рамат-Ган, Рамат-Ган Глядачів: 50,000 Арбітр: Едгардо Кодесаль (Мексика) |